# Srok Stueng Hav
Srok Stueng Hav är ett distrikt i Kambodja.   Det ligger i provinsen Sihanoukville, i den sydvästra delen av landet, 150 km sydväst om huvudstaden Phnom Penh. Antalet invånare är 13 108.